# Бурада, Теодор
Теодор (Фёдор) Бурада (рум. Teodor Burada; 3 октября 1839 — 17 февраля 1923) — румынский археолог, фольклорист, этнограф, музыковед и член-корреспонден Румынской академии (избран в 1877 году).
В 1861—1865 годах учился в Парижской Высшой консерватории музыки и танца. В 1877—1901 годах преподавал музыкально-теоретические предметы и сольфеджио в Ясской консерватории, а в 1898—1903 годах — игру на скрипке в Ясской учительской семинарии.
В 1862—1909 годах концертировал как скрипач в Румынии и за рубежом, в том числе в России. Основоположник румынского исторического музыкознания и лексикографии. В 1884 году обнаружил фрагменты гончарных и терракотовых фигурок вблизи села Кукутень, (Ясский уезд), что привело к открытию трипольской культуры.
Много путешествовал по Восточной Европе и собирал фольклорный материал (особенно среди румынских общин). Ряд работ посвящён описанию румынских народных обрядов и их музыкального оформления. В многочисленных работах освещал проблемы музыкального прошлого и настоящего своей страны.

## Творчество
Издавал в Яссах «Музыкальный альманах» («Almanah muzical»), а также ряд трудов посвящён описанию румынских народных обрядов и их музыкального оформления, народных инструментов. Ему принадлежит первый в Румынии «Музыкальный словарь» (1875) и автор книги «История театра в Молдове».